# Cosmos 1402
Kosmos 1402 (Russo Космос 1402) era un satellite spia che fallì l'obbiettivo di raggiungere la sua orbita corretta. Normalmente, questi satelliti bruciano innocuamente una volta entrati nell'atmosfera terrestre, ma Kosmos 1402 era alimentato ad energia nucleare. Un satellite simile Cosmos 954 si schiantò nel Canada, Territori del Nord-Ovest, nel 1978.

## Dettagli
Kosmos 1402 venne lanciato il 30 agosto 1982. Normalmente questi satelliti vengono separati dal loro reattore una volta che hanno completato la missione, il cuore del reattore viene quindi posizionato in una orbita di parcheggio. Tuttavia, il reattore di Kosmos 1402 non venne spinto verso l'orbita di parcheggio. Il satellite rientrò nell'atmosfera terrestre il 23 gennaio del 1983, 100 miglia a sud dell'Isola di Diego Garcia nell'Oceano indiano. Il reattore invece rientrò nell'atmosfera terrestre il 7 febbraio 1983.